# Renáta Hiráková
Renáta Hiráková (ur. 27 maja 1971 w Koszycach) – słowacka koszykarka występująca na pozycji środkowej, reprezentantka Czechosłowacji, a po rozpadzie – Słowacji.

## Osiągnięcia
Na podstawie, o ile nie zaznaczono inaczej.

### Drużynowe
- Mistrzyni:
  - EuroLigi (1999, 2000)
  - Francji (1996)
  - Słowacji (1997–2000, 2004, 2005)
  - Węgier (2002)
  - turnieju federacji Francji (1996)
- Wicemistrzyni Węgier (2001)
- Brązowa medalistka mistrzostw Węgier (2003)
- 4. miejsce w Eurolidze (1996)
- Zdobywczyni Pucharu Słowacji (1997, 2004)
- Finalistka Pucharu Węgier (2001–2003)

### Indywidualne
- Zaliczona do I składu najlepszych zawodniczek ligi czechosłowackiej (1990, 1992)

### Reprezentacja
Seniorska
- Wicemistrzyni Europy (1997)
- Brązowa medalistka mistrzostw Europy (1993)
- Uczestniczka:
  - igrzysk:
    - olimpijskich (1992 – 6. miejsce, 2000 – 7. miejsce)[3][4][5]
    - dobrej woli (1990 – 8. miejsce)[6]

  - mistrzostw:
    - świata (1990 – 4. miejsce, 1994 – 5. miejsce, 1998 – 8. miejsce)
    - Europy (1993, 1995 – 4. miejsce, 1997, 2001 – 8. miejsce, 2003 – 7. miejsce)

  - kwalifikacji:
    - olimpijskich (1992)
    - do Eurobasketu (1997, 2001, 2003, 2005, 2007)

Młodzieżowe
- Wicemistrzyni Europy:
  - U–18 (1988)
  - U–16 (1987)
- Uczestniczka mistrzostw świata U–19 (1989 – 4. miejsce)